# Chiasmocleis royi
Espèce
Chiasmocleis royi est une espèce d'amphibiens de la famille des Microhylidae.

## Répartition
Cette espèce se rencontre :
- dans l'Est et le Sud du Pérou ;
- dans le nord de la Bolivie ;
- dans l'ouest du Brésil.

## Description
Les 24 spécimens mâles observés lors de la description originale mesurent entre 18,8 mm et 23,1 mm et les 16 spécimens femelles observés lors de la description originale mesurent entre 20,7 mm et 27,6 mm.

## Étymologie
Cette espèce est nommée en l'honneur de Roy Wallace McDiarmid.

## Publication originale
- Peloso, Sturaro, Forlani, Gaucher, Motta & Wheeler, 2014 : Phylogeny, taxonomic revision, and character evolution of the genera Chiasmocleis and Syncope (Anura, Microhylidae) in Amazonia, with descriptions of three new species. Bulletin of the American Museum of Natural History, no 136, p. 1–96 (texte intégral).